# Берлибаш
Берлибаш — село в Кайбицком районе Татарстана. Входит в Эбалаковское сельское поселение.

## География
Расположено на реке Берля, в 7 км к юго-западу от села Большие Кайбицы.

## История
Основано в конце XVI века татарами под названием деревня Анырлы. В источниках конца XVIII века известно под названием Багишево, в XIX — первой половине XX века — Русские Берлибаши.
До 1860-х годов жители относились к сословию государственных крестьян. Основные занятия жителей в этот период — земледелие и скотоводство, были распространены валяльный, гончарный и колёсный промыслы.
В «Списке населенных мест по сведениям 1859 года», изданном в 1866 году, населённый пункт упомянут как казённая деревня Бирлибаши 1-го стана Свияжского уезда Казанской губернии. Располагалась при речке Бирле, по просёлочному тракту из Тетюшского в Цивильский уезд, в 56 верстах от уездного города Свияжска и в 34 верстах от становой квартиры в казённом селе Кильдеево (Троицкое). В деревне, в 116 дворах проживали 806 человек (395 мужчин и 411 женщин), была мечеть.
В 1867 году были открыты мечеть (в 1922 г. сгорела) и медресе. В 1902 году была построена Никольская церковь (в 1930-е гг. вместо колокольни возведен второй этаж, здание передано школе; не сохранилась).
В 1870-х годах в русской части села была открыта земская школа, в 1903 году — церковно-приходская школа.
В начале XX века в селе действовали церковь, земская школа, мечеть и медресе, гончарное заведение, 6 торговых лавок. В этот период земельный надел сельской общины составлял 1213 десятин.
До 1920 года село входило в Кушманскую волость Свияжского уезда Казанской губернии. С 1920 года в составе Свияжского кантона ТАССР. С 14 февраля 1927 года в Кайбицком, с 1 февраля 1963 года в Буинском, с 4 марта 1964 года в Апастовском, с 19 апреля 1991 года в Кайбицком районах.
В 1928 году в селе были организованы промышленный колхоз «Просвещение» и артель «Пробуждение». В 1930-е годы были объединены в колхоз «Просвещение». С 1993 года ассоциация крестьянских хозяйств «Берля», с 2003 года общество с ограниченной ответственностью «Агрофирма «Ак Барс Кайбицы».

## Население
| 1782 | 1859 | 1897  | 1908  | 1920  | 1926  | 1948 |
| ---- | ---- | ----- | ----- | ----- | ----- | ---- |
| 110  | ↗582 | ↗1262 | ↗1487 | ↘1334 | ↘1196 | ↘794 |
| 1958 | 1979 | 1989  | 1997  | 2000  | 2010  |      |
| ↘657 | ↘426 | ↘285  | ↗325  | ↘251  | →251  |      |

| 2017 |
| ---- |
| 210  |

Национальный состав села:
татары – 68%, русские – 31%.

## Экономика
Жители преимущественно занимаются полеводством, молочным скотоводством, свиноводством, свекловодством.

## Инфраструктура
Неполная средняя школа (с 1920-х гг. как начальная), дом культуры, библиотека, почтовое отделение, фельдшерско-акушерский пункт.

## Религия
Мечеть (с 1999 г.).